# Vladimir Dneprovskii
Vladimir Dneprovskii (în rusă Владимир Днепровский, n. 2 august 1940, Moscova, RSFS Rusă, URSS) - este profesor de fizica a corpului solid și radiofizică la Universitatea din Moscova, șef al catedrei de fizică a semiconductorilor la aceeași Universitate.

## Biografie
S-a născut în anul 1940. Este fiul lui Samson Dneprovskii. Este membru ULCT în anii 1954-1968. A absolvit facultatea de fizică a Universității din Moscova în anul 1965. Candidat în științe, doctor în științe (1980), profesor universitar. Este membru al Consiliului științific al Academiei de științe din URSS pentru fizica  semiconductorilor. Ulterior, după 1991, a fost ales șef al catedrei de fizică a semiconductorilor la secția de fizică a corpului solid a facultății de fizică a Universității. Este membru al Consiliului de conducere al Societății de fizică din Rusia (din 1990). Este membru onorific al Institutului mediteranean de fizică fundamentală (MIFP), Italia din anul 2011.

## Preocupări științifice
A publicat prima lucrare științifică în anul 1966 în colaborare și sub îndrumarea profesorului David Clîșco. Lucrarea se referă la fotoconductibilitatea dielectricilor sub influența radiației laser. A publicat circa 150 de lucrări preponderent tratând interacția radiațiilor laser cu semiconductorii.

## Discipoli
- Valentin Ciumaș

## Legături externe
- Procesele de relaxare ale purtătorilor de sarcină de neechilibru în structuri semiconductoare de volum și cuantificate dimensional